# El seguici
El seguici (títol original en anglès, Entourage) és una pel·lícula de comèdia estatunidenca del 2015 escrita, dirigida i produïda per Doug Ellin, i serveix com a continuació de la sèrie de televisió homònima d'HBO. Està protagonitzada pel repartiment principal de la sèrie, Kevin Connolly, Adrian Grenier, Kevin Dillon, Jerry Ferrara i Jeremy Piven, i segueix l'actor Vincent Chase, que supera el pressupost en el seu debut com a director i ha de demanar més diners al nou cap d'estudi Ari Gold. Igual que a la sèrie, molts esportistes i actors famosos apareixen com ells mateixos, mentre que diversos actors secundaris de la sèrie repeteixen els seus papers. S'ha doblat i subtitulat al català.
Després que es confirmés que la sèrie acabaria el 2011 amb la temporada 8, Ellin i el repartiment van expressar el seu interès a produir un llargmetratge. Després d'alguns problemes de guió i producció, el projecte es va anunciar oficialment el 2013 i el rodatge va començar a Los Angeles el febrer de 2014.
El seguici es va estrenar als Estats Units el 3 de juny de 2015. La pel·lícula va rebre crítiques generalment negatives i va recaptar 49 milions de dòlars a tot el món, enfront d'un cost de producció de 39 milions.